# Arquímedes Arrieta
Arquímedes Arrieta (ur. 1 maja 1918, zm. 1 stycznia 1937) – urugwajski bokser.
Uczestniczył w Letnich Igrzyskach Olimpijskich, w 1936 roku, przegrał w drugiej rundzie w wadze piórkowej z Jackie Treadawayem.